# Kyseliny polythionové
Kyseliny polythionové tvoří skupiny anorganických kyselin síry. Jejich obecný vzorec je H2SnO6, kde n = 2, 3, 4, 5 nebo 6. V jejich molekulách jsou všechny atomy síry vázány na sebe.
Názvy kyselin polythionových se odvozují podle počtu atomů síry ve vzorci, tedy:
- H2S2O6 - kyselina dithionová
- H2S3O6 - kyselina trithionová
- H2S4O6 - kyselina tetrathionová
- H2S5O6 - kyselina pentathionová
- H2S6O6 - kyselina hexathionová

Směs těchto kyselin se tvoří při uvádění sulfanu do vodného roztoku oxidu siřičitého. Jednotlivé kyseliny lze připravit z jejich solí. Všechny polythionové kyseliny se snadno rozkládají na kyselinu sírovou, sulfan a síru.
Jako každá kyselina i kyseliny polythionové tvoří své soli. Jejich název se odvíjí od toho, od které kyseliny sůl pochází, tedy soli kyseliny dithionové se nazývají dithionany, soli kyseliny trithionové trithionany atd. Všechny anionty (dithionan, trithionan, tetrathionan, …) mají náboj 2-. Příkladem soli je např. tetrathionan sodný, jehož vzorec je Na2S4O6. Hydrogensoli polythionových kyselin se zatím nepodařilo syntetizovat.